# Conflicto minero de Tambogrande

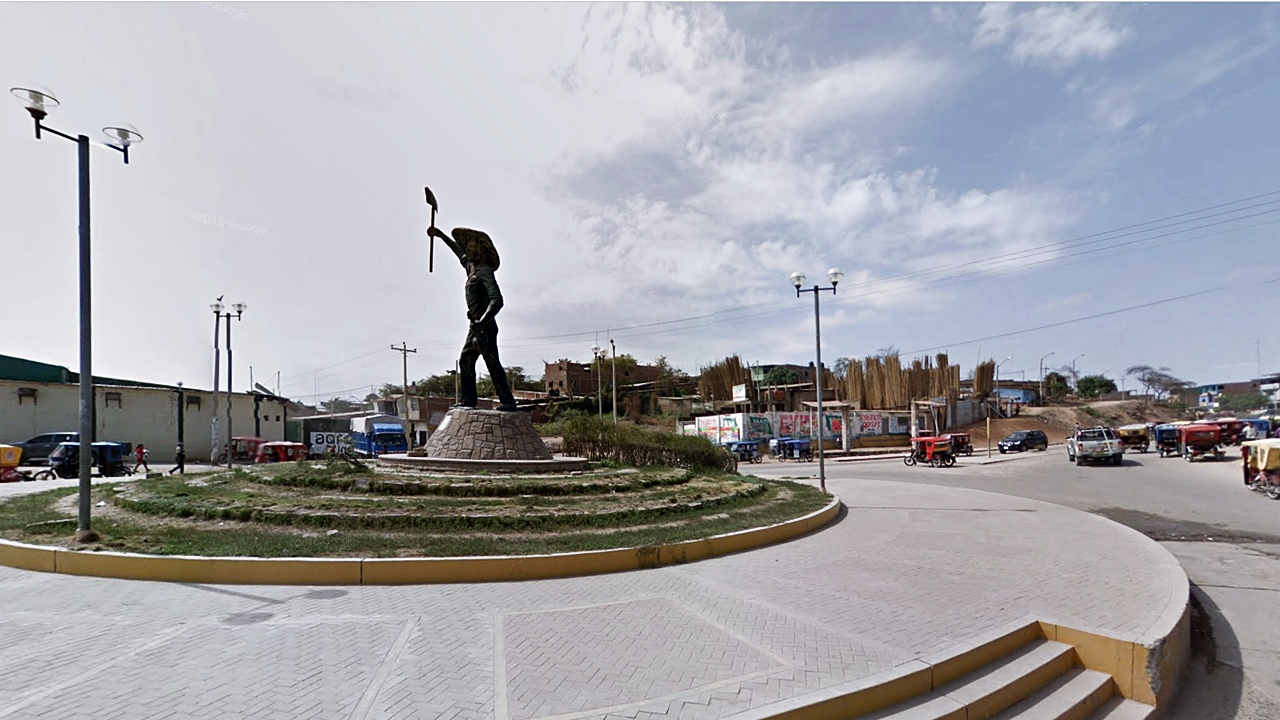
Escultura en homenaje al campesinado luego del conflicto minero.

El conflicto minero de Tambogrande es un caso de resistencia minera en Perú y el primero en Iberoamérica en autogestionar una consulta vecinal sobre la minería. El caso inició con el intento de explotación minera de Manhattan Minerals Corporation en 1999 en el distrito de Tambogrande, en Piura, Perú en busca de oro. 
En respuesta, se formó el Frente de Defensa del Valle de San Lorenzo y Tambogrande (FDVSLT), que lideró movilizaciones y paros, exigiendo más información y, finalmente, el cese de la exploración en defensa de la agricultura. En junio de 2002, una consulta vecinal mostró un rechazo del 98,65% a la minería y a favor de la agricultura, consolidando la oposición comunitaria. En diciembre de 2003, el gobierno peruano retiró la concesión a Manhattan Minerals Corporation, marcando el fin del conflicto.

## Antecedentes del conflicto

### Proyecto de irrigación en el Valle San Lorenzo
En 1949, hubo un proyecto de alta inversión de irrigación para la agricultura local, iniciado por el gobierno peruano y que contó con el apoyo del Banco Mundial, la Agencia de Estados Unidos para el Desarrollo Internacional y el Banco Peruano de Fomento Agropecuario. El proyecto logró desviar el río Quiroz, dirigido a la cuenca del río Piura, y volver el Valle de San Lorenzo, en Tambogrande, un área agrícola. El proyecto de alta inversión consolidó la identidad agrícola de la comunidad.

### Propuesta de minería desde BRGM
Desde la colonia y después de la independencia, capitales extranjeros han intervenido en la minería en Perú.   
Entre 1974 y 1978, el Bureau de Recherches Géologiques et Minières (BRGM) de Francia, en colaboración con el Instituto Peruano INGEOMIN, encontró indicios de metales básicos en Tambogrande. A continuación, una cronología:
- En 1978, el Estado peruano declaró el distrito como reserva nacional priorizando la explotación minera.
- En 1979, el Ministerio de Energías y Minas (MEM) y el BRGM formaron una asociación para explorar y desarrollar el prospecto minero en Tambogrande.
- En 1980, Pedro Pablo Kuczynski, entonces ministro de Energía y Minas, aprobó el estudio de prefactibilidad del BRGM y en 1981 gestionó una ley para declarar de necesidad nacional la minería en Tambogrande por encontrarse en frontera, aunque no se promulgó.
- En 1985, la minera Buenaventura adquirió una participación del 35% y se creó el Frente de Lucha por los Intereses de Tambogrande. Este realiza un paro regional de dos días. Aquí ya se plantea la posibilidad de una consulta popular.
- En 1990, una ley promovida por la congresista Lourdes Flores declaró de necesidad nacional la minería en Tambogrande.

Asimismo, en 1992 comenzó una nueva fase de expansión en la explotación de los recursos naturales en Perú, impulsada por las reformas neoliberales implementadas por el gobierno de Alberto Fujimori.
A finales del siglo XX, existía una demanda internacional de minerales y un favorecimiento en los precios, dando paso a un nuevo boom de commodities.

### Propuesta de Manhattan Minerals Corporation de exploración
En 1996, el BRGM cedió sus derechos a Manhattan Minerals Corporation, una empresa minera junior de Canadá. El 6 de mayo de 1999, el gobierno de Fujimori publica el Decreto Supremo 014-99-EM, declarando de necesidad pública la inversión privada en minería, permitiendo a la minera canadiense adquirir 10 concesiones.
La Manhattan Minerals Corporation pide al gobierno peruano explorar por tres años en un área de casi 90 mil hectáreas. Siendo el oro el principal mineral, se calcula que le daría al Estado 180 millones de dólares para extraer 42 millones toneladas de mineral. En una probable fase de explotación de 20 y 30 años, el 75% de las ganancias iría a la empresa privada, mientras que el 25% al gobierno nacional. A pesar de la prohibición de la minería en áreas urbanas, como en el caso de Tambogrande, el Ministerio aprobó los permisos de exploración a esta empresa minera con corta trayectoria.
La empresa minera prometió crear 350 empleos una vez que la mina esté operativa, reubicación y establecer programas de desarrollo comunitario. Para ello, Manhattan Minerals Corporation planea reubicar a un tercio de los 16,000 habitantes del pueblo y desviar un río principal para desarrollar una mina a cielo abierto valorada en aproximadamente US$1,000 millones. 
Aquí, cabe resaltar que legislación ambiental se encuentra débil y no existía una autoridad autónoma que supervise su cumplimiento.

## Cronología del conflicto

### Primera etapa (1999-2001)
En este año y medio, se percibe una relación donde la minera tiene más poder que la población.
- 18 de noviembre de 1999: La municipalidad de Tambogrande permite la entrada de la empresa minera.
- 19 de noviembre de 1999: La población critica a las autoridades por la firma del convenio sin consulta en asamblea y se genera desconfianza en la población.[1]
- 22 de noviembre de 1999: Ingresa la maquinaria de la minera en medio de actos violentos de la población como ataque a equipos de la empresa, resultando en treinta juicios abiertos por la compañía.[1]
- 16 de abril de 2000: Creación de la mesa técnica de Tambogrande. Estuvo conformada por múltiples ONG's y buscó la promoción de contenido científico y estudios técnicos que aportarán a sustentar la oposición del proyecto minero. 
  - La Mesa Técnica inicialmente estuvo conformada por la Diaconía, APRODEH, la Comisión Episcopal de Acción social, CEPES, CooperAcción, ECO, FEDEPAZ, la Asociación Civil Labor, la Coordinadora nacional de derechos humanos y la Sociedad Peruana de derecho ambiental.[3]
- 23 y 24 de mayo de 2000: El Frente de Defensa del Valle de San Lorenzo y Tambogrande (FDVSLT) busca el alcance de más información del proyecto. El frente estaba conformado en su mayoría por líderes locales con estrategia de alianzas institucionales, y habían otros que optaban por la confrontación.[3]
- Mediados de 2000: La minera explora un depósito de óxidos de oro cercano a la superficie. La planificación inicial tenía previsto reubicar a todas las viviendas del distrito, no obstante, a propuesta pasa a ser un tercio de los hogares.[3]
- 21 de julio de 2000: La minera presenta su Estudio de Línea de Base Ambiental al Estado.
- Fines de 2000: La minera organiza reuniones informativas sobre la reubicación.
- Enero 2001: La ONG Andes dio un informe técnico de observaciones negativas e implicaciones económicas del proyecto en el Valle San Lorenzo.
- 27 y 28 de febrero de 2001: FDVSLT convoca un paro distrital donde hubo manifestaciones que llevaron a la quema de instalaciones y toma de carreteras. Hubo en total 40 heridos, siendo 15 ciudadanos y 25 policías. Los daños causados al campamento de la empresa se evaluaron en 600,000 dólares. Asimismo, 56 líderes del Frente enfrentaron procesos legales por su presunta responsabilidad intelectual en los eventos.[3] Hubo una autocrítica en el movimiento por el uso de violencia, donde se resalta el llamado a la calma de los obispos de Chulucanas y Piura y del alcalde.[3][8]
- 31 de marzo de 2001: Un encapuchado asesina al ingeniero Godofredo García Baca, presidente de la Asociación de Productores de Mango y que apoyaba al FDVSLT. Este evento aumentó el descontento de la población y la exposición de sus demandas.[9]

### Segunda etapa (2001-2002)
Estos meses fueron claves para el fortalecimiento de la oposición, ganando legitimidad como movimiento a partir de la información de la mesa técnica, la consulta vecinal y la elección como alcalde de un líder pro-agro. 
- Mayo 2001: Se presenta un informe técnico liderado por Robert Moran y auspiciado por ONG`s y entes gubernamentales de EEUU y Canadá que coloca más dudas al proyecto minero.[2]
- 14 de julio de 2001: Se presenta la propuesta de una consulta vecinal, ante la desconfianza de la población hacia el Estudio de Impacto Ambiental que prometía hacer la minera. En noviembre de ese año, se pidió el apoyo de la ONPE, que finalmente no se otorga.[1]
- 25 de septiembre: Los 8 alcaldes provinciales de Piura solicitaron una audiencia con el presidente de la República para discutir, entre diversos temas, la transparencia en la negociación del proyecto minero Manhattan.[3]
- 8 de enero de 2002: El FDVSLT suspende su participación en la comisión de diálogo que había promovido la Defensoría del Pueblo.[1]
- 27 de enero - 7 de abril: Presidente de la Manhattan Minerals Corporation redactó cartas semanales hacia los ciudadanos de Tambogrande para convencerlos del proyecto. Estas fueron publicadas en el periódico El Correo.[3]
- Abril y junio de 2002: Se desarrolla la segunda parte de la campaña de comunicación a favor de la consulta (entre estas frases, "sin limón no hay cebiche"). La campaña enfrentó desafíos como la escasa difusión mediática y falta de coordinación entre los colectivos de Lima y Piura.[3] Poster de la campaña publicitaria del colectivo Tambogrande, en oposición al proyecto minero.

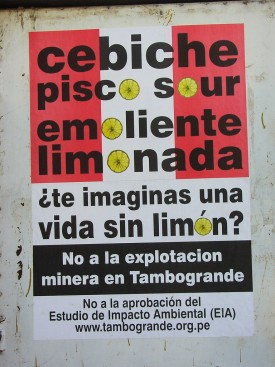
Poster de la campaña publicitaria del colectivo Tambogrande, en oposición al proyecto minero.

- 2 de junio de 2002: En un referéndum con 70% de población hábil a votar (siendo el promedio de 40% en elecciones generales) el 98,65% rechaza la minería.[1]La consulta se llevó a cabo de manera similar a unas elecciones oficiales, con una convocatoria formal al voto, registro de votantes, voto secreto, etc. Hubo fiscalización certificada de observadores externos e internacionales.[10] La consulta estuvo financiada por múltiples entes, cuyo principal fue OXFAM.[1]
- Noviembre de 2002: Francisco Ojeda, director de escuela y uno de los líderes de la resistencia minera, gana como alcalde de Tambogrande.

### Tercera etapa (2002-2003)
En estos meses el apoyo de ONGs internacionales estuvo más presente y la oposición tomó más oportunidades.
- Diciembre 2002: Se presenta el Estudio de Impacto Ambiental (EIA) de Manhattan Minerals Corporation.
- 31 de enero de 2003:  En la ciudad de Piura ocurre una movilización de 6 mil tambograndinos defendiendo el resultado de la consulta popular.
- Inicios de 2003: Manhattan Minerals Corporation reparte desde "El Correo" un dominical gratuito en Tambogrande a favor de la mina.[8]
- Abril de 2003: Se entrega la versión final del EIA, con 191 observaciones del Instituto Nacional de Recursos Naturales (INRENA).
- Abril- Mayo 2003: La minera crea alianzas con una asociación de costureras para confeccionar ropa para obreros y una de desempleados, y anuncia que cubrirá las deudas de los agricultores.
- Mayo de 2003: La mesa técnica de Tambogrande sigue apoyando la difusión de trabajos como la crítica al proyecto de Ricard Moran o el informe de CIGA/PUCP.
- Mediados de 2003: Se busca declarar intangible Tambogrande en el Congreso y se crea una subcomisión de investigación.[1]
- Setiembre de 2003: Se realizaron audiencias públicas por parte del MINEM para cerrar el contrato con la minera, pero se ven truncadas ante acciones de presión y manifestación de la población
- 7 de noviembre: Marcha multitudinaria de la oposición y un paro de 56 horas en Piura, recorriendo las sedes gubernamentales.[1]
- 10 de diciembre: Gobierno peruano retira a Manhattan por requisitos financieros, aunque no refiere a las falencias de la evaluación de impactos ambientales ni a la presión poblacional.[8]

La empresa Manhattan Minerals Corporation pide arbitraje internacional contra el Estado peruano en 2004. En 2005, el Estado peruano archiva la concesión otorgada y el estudio de impacto ambiental.

## Repercusiones del conflicto

### Nacionales
Desde las movilizaciones de Tambogrande, se da paso a la Resolución Ministerial 596-2002 EM/DM que permite la efectiva participación ciudadana en las audiencias públicas informativas. También, a propósito del caso, se realizó la película "Tambogrande: Mangos, Muerte, Minería" por Guarango Cine y Video.  
Asimismo, dentro del conflicto minero de Tambogrande surge la Red Muqui, que fue proveedora de información y herramientas de, por ejemplo, la resistencia minera Majaz/Río Blanco también en Piura, Perú.

### Internacionales
La consulta vecinal de Tambogrande fue la primera de su tipo en el continente iberoamericano. Impulsó múltiples consultas comunitarias a lo largo del continente, organizándose 68 consultas populares hasta 2012.
Las participantes del movimiento de Tambogrande apoyaron a otras comunidades que también buscaban resistir, como fue el también emblemático caso de Esquel en Argentina, que terminó con el cese de actividad minera. También, se inspiró al caso de Sipacapa en Guatemala, el cual luego repercutió en muchas de las consultas vecinales en el país centroamericano.